# Morophaga hyrcanella
Morophaga hyrcanella är en fjärilsart som beskrevs av Aleksei Konstantinovich Zagulajev 1966. Morophaga hyrcanella ingår i släktet Morophaga och familjen äkta malar. Inga underarter finns listade i Catalogue of Life.